# アメリカ合衆国議会合同会議
アメリカ合衆国議会合同会議（アメリカがっしゅうこくぎかいごうどうかいぎ、英: Joint session of the United States Congress）は、アメリカ合衆国議会の両院（下院と上院）が合同で行う集会である。一般教書演説や大統領就任式などの特別な機会に開催される。
大統領就任式のための会合は特殊な例であり、公式合同集会 (formal joint gatherings) と呼ばれるが、両院がその時点で会期中であれば合同会議となる場合もある。
合同会議や会合は伝統的に、下院議長の主宰のもと、下院議場にて行われる。ただし演説の場合、基本的には上院議長たる副大統領が下院議長と並んで議長席につく。また、憲法の定めにより、大統領選挙の選挙人投票の集計については、副大統領が統轄する。

## 一般教書
大統領は慣習的に、各会期の開会後2か月以内に一般教書演説を行う。この演説の中で、国家の現況に関する評価がなされると共に、大統領の立法上の課題が概説される。同演説は、英国の君主（国家元首）によってなされる国王演説を範としている。ただし、両者の間には大きな違いがある。立憲君主制の下で国王演説が慣習的に首相（政府の長）によって起草されるのに対し、一般教書は大統領が主な起草者となる。
憲法は、「連邦の現況に関する情報を議会に随時提供する」よう大統領に求めているが、その情報が演説と報告書のいずれによって伝えられねばならないのかについては規定していない。
最初の2人の大統領（ジョージ・ワシントンとジョン・アダムズ）は、議会両院を前にして自ら演説したが、この慣行を余りに君主制的であると考えたトマス・ジェファスンはこれを廃止し、代わりに報告書を送付した。1913年にウッドロウ・ウィルソンが個人的に出席して演説する慣行を復活させるまでは、書面による報告が通例であり、この慣例から逸脱した大統領はほとんどいなかった。

## 選挙人投票の集計
憲法修正第12条は、議会の合同会議が大統領選挙の選挙人投票を集計し、当選者を宣言すると規定している。同会議は通常、大統領選挙人集会の直後である1月6日に開催される。修正第20条の施行後は、前年の改選結果を反映した新議会で大統領当選者を認定している。1936年以前は、改選前の議員で構成される任期終了間際の議会が当選者認定を行っていた。
会議は、午後1時00分に下院議場で開催される。現職の副大統領が議長を務めることになっているが、中には上院仮議長が代わりに議長を務めた例もある。副大統領と下院議長は演壇に着席し、副大統領は下院議長席に座る。上院の雑用係は、各州の認証済みの票が入った2つのマホガニー製の箱を搬入し、両院議員の眼前にあるテーブルの上に置く。各院は、2人の集計係（通常は各党の党員1名）を任命し、開票させる。各州の投票証明書の関連部分は、アルファベット順で読み上げられる。各州の結果が読み上げられるごとに議員が異議を唱えることが可能であり、その異議に対して両院議員一名ずつ以上が同調した場合、両院それぞれに分かれて審議に付される。異議が挙がることは稀であるが、フロリダ州での一般投票開票についての紛争があった2000年大統領選の結果を認定する合同会議では、アル・ゴア候補を支持する下院議員数名から異議が挙がっている。この時は上院議員による異議への同調が無かったため、副大統領として自ら議事を主宰していたゴアが異議を却下している。また2004年大統領選を受けての集計では、オハイオ州の20票がジョージ・W・ブッシュに投じられたとすることについて異議があり、同調者が両院から出たため、両院で審議を経て異議を否決した。異議が出ないか、あるいは全ての異議が却下または否決された場合、議長は投票結果を宣言し、誰が大統領と副大統領に選出されたのか述べる。その後、上院議員は下院議場から退出する。

## 合同会議及び会合の議題
合同会議の議題は通常、一般教書演説、就任演説、及び選挙人投票の集計の他、以下のいずれかに該当する。

### 外国の要人

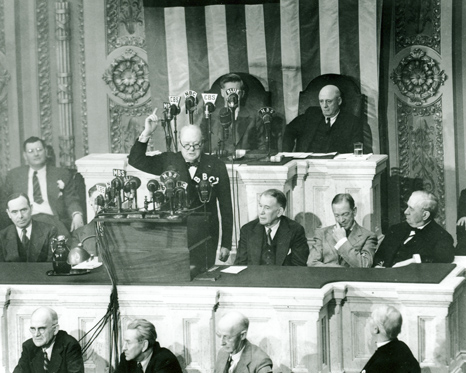
議会で演説するウィンストン・チャーチル。1943年

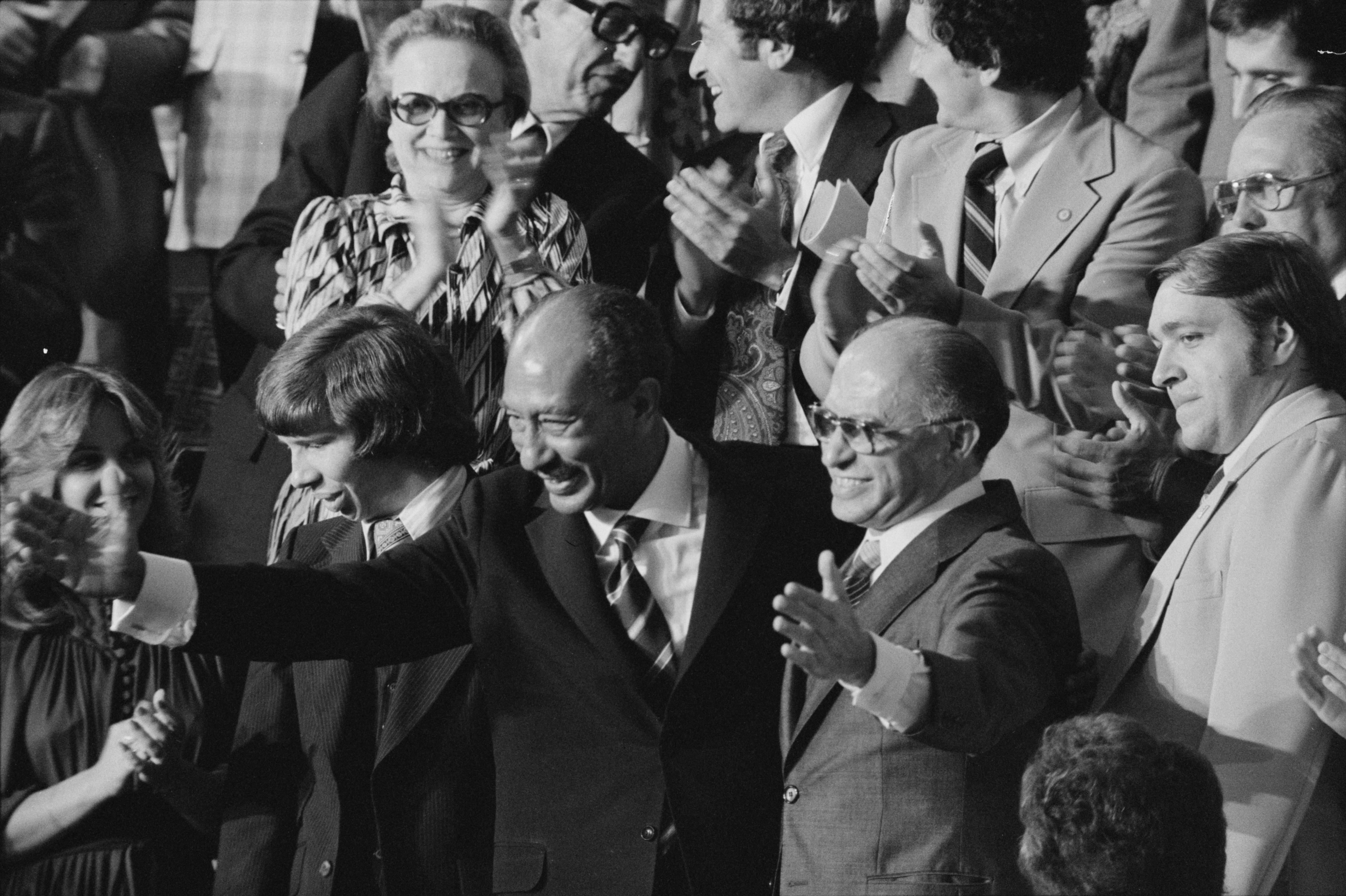
合同会議に招かれたサダトとベギン

これまでに、49か国の外相及び政府首脳が100回以上合同会議で演説した。
フランスとイギリス、イスラエルは、政府首脳または高官による合同会議演説を8回行ったが、これは全国家の中で最も多い。他の上位国は、メキシコ（7回）、イタリア（6回）、アイルランド（6回）、韓国（6回）、ドイツ（5回：西ドイツと統一ドイツの合計）、インド（4回）、カナダ（3回）、オーストラリア（3回）、アルゼンチン（3回）、フィリピン（3回）である。
イスラエルのベンヤミン・ネタニヤフ首相とイギリスのウィンストン・チャーチル首相は各3回（ネタニヤフ:1996年、2011年、2015年) (チャーチル:1941年、1943年、1952年）合同会議で演説をしたが、これは他のどの外国首脳より多い。イスラエルのイツハク・ラビン首相は合同会議で演説する機会を2度（1976年、1994年）得たが、これは南アフリカのネルソン・マンデラ（1990年、1994年）と同数である。
日本の首相による両院合同会議での演説はこれまでに2回行われており、2015年4月29日に安倍晋三首相が、2024年4月11日に岸田文雄首相が行った。小泉純一郎首相も2006年の訪米時に演説する予定があったが、靖国神社への参拝を中止しない意向を示していた小泉をヘンリー・ハイド下院外交委員長らが問題視して実現しなかった。また同盟国でありながら2015年に至るまで合同会議演説が行われてこなかったのは、日米貿易摩擦や頻繁な首相交代も理由の一つであるとされている。
ラファイエット侯爵（フランスの将軍。独立戦争の英雄）は下院で演説した初の外国要人である。ラファイエットは、1824年12月10日に下院議場にて会議の前に演説を行った。
国家元首もしくは政府首脳以外で初めて合同会議で演説した人物はポーランドの「連帯」の指導者レフ・ヴァウェンサである（1989年）。ネルソン・マンデラも1990年に合同会議で演説した。両者とも後に国家元首たる大統領になっている。
合同会議に2か国の要人が列席した例は2回ある。1978年9月18日、エジプトのサッダート大統領とイスラエルのベギン首相が、また1994年7月26日には、ヨルダンのフセイン国王とイスラエルのラビン首相が演説した。
オーストラリアのジョン・ハワード首相の演説は当初2001年9月12日に予定されていたが、その前日におきたアメリカ同時多発テロ事件の影響により中止された。ジョン・ハワード首相の演説は日をあらためて2002年6月12日に行われたが、演説の際には9ヶ月前に起きた同テロ事件について語っている。かかるジョン・ハワード首相の演説に対し合同会議は、スタンディング・オベイションをもって感謝の意を表した。のちにジョン・ハワードはこの出来事を「感動的瞬間」だったと語っている。
全ての外国首脳は、一般教書演説時の大統領と同様の方法で、議会に公式に紹介される。

### 大統領の演説
一般教書演説の他、大統領は特定の主題に関する演説を議会に対して行う。初のこうした演説は、米仏関係に関して、ジョン・アダムズによってなされた。こうした演説の主題として特に多く取り上げられるのは、経済、軍事、外交政策などの諸問題である。
ウッドロウ・ウィルソンは、一般教書演説を行う伝統を復活させた他、ジョン・アダムズ以来初の、特定の話題について議会で演説した大統領となった。彼は、こうした演説を他のどの大統領よりも多く（17回）行った。

### 軍指導者
陸軍大将、海軍大将その他の軍指導者による演説を聞くために、合同会議が時々招集される。最も顕著であろう例は、ダグラス・マッカーサーによる議会への告別演説である。彼は演説を終える際、とある古い軍歌の一節を引用した。「老兵は死せず。ただ消え行くのみ (old soldiers never die; they just fade away)」と。さらにこう言った。「この歌に出てくる老兵のように、私も今、軍人生活を終え、ただ消え行くのみである。私もまた、神から賜った光によって見せられた己の義務を果たそうとしてきた、老兵なのである。さようなら」。

### 宇宙飛行士
宇宙開発の開始当初、合同議会が6回開催され、宇宙旅行を終えた宇宙飛行士の演説が行われた。

### 追悼
死亡した大統領または元大統領の追悼式を行うために、合同会議が9回開かれた。また、ジェームズ・シャーマン副大統領とラファイエット侯爵を追悼するために、議会が開かれた。

### 記念日
歴史的出来事や大統領誕生日などの記念日を祝うために、議会が開かれることがある。最初の事例は、ジョージ・ワシントンが初めて大統領に就任した1789年から100周年を祝う式典であった。フランクリン・D・ローズヴェルト以来、各大統領の出生100周年を祝うため議会が開かれた。例外はリンドン・ジョンソン政権期である。

## 歴史的な合同会議
- 初の合同会議は、第1議会（英語版）中の1789年4月6日、ニューヨーク市フェデラル・ホールで行われた選挙人投票の集計である。
- 公式記録に残る初の合同会議は、第43議会（英語版）中の1874年12月18日、ワシントンD.C.で行われたハワイ王国カラカウア国王歓迎式典である。国王は当時、ひどい風邪で声を嗄らしていたため演説ができず、元連邦下院議員でハワイの首相兼最高裁判所長官のエリシャ・ハント・アレン（英語版）が代読した[10]。
- 真珠湾攻撃の翌日に当たる1941年12月8日、フランクリン・D・ローズヴェルト大統領は合同会議にて「汚名演説」を行った。

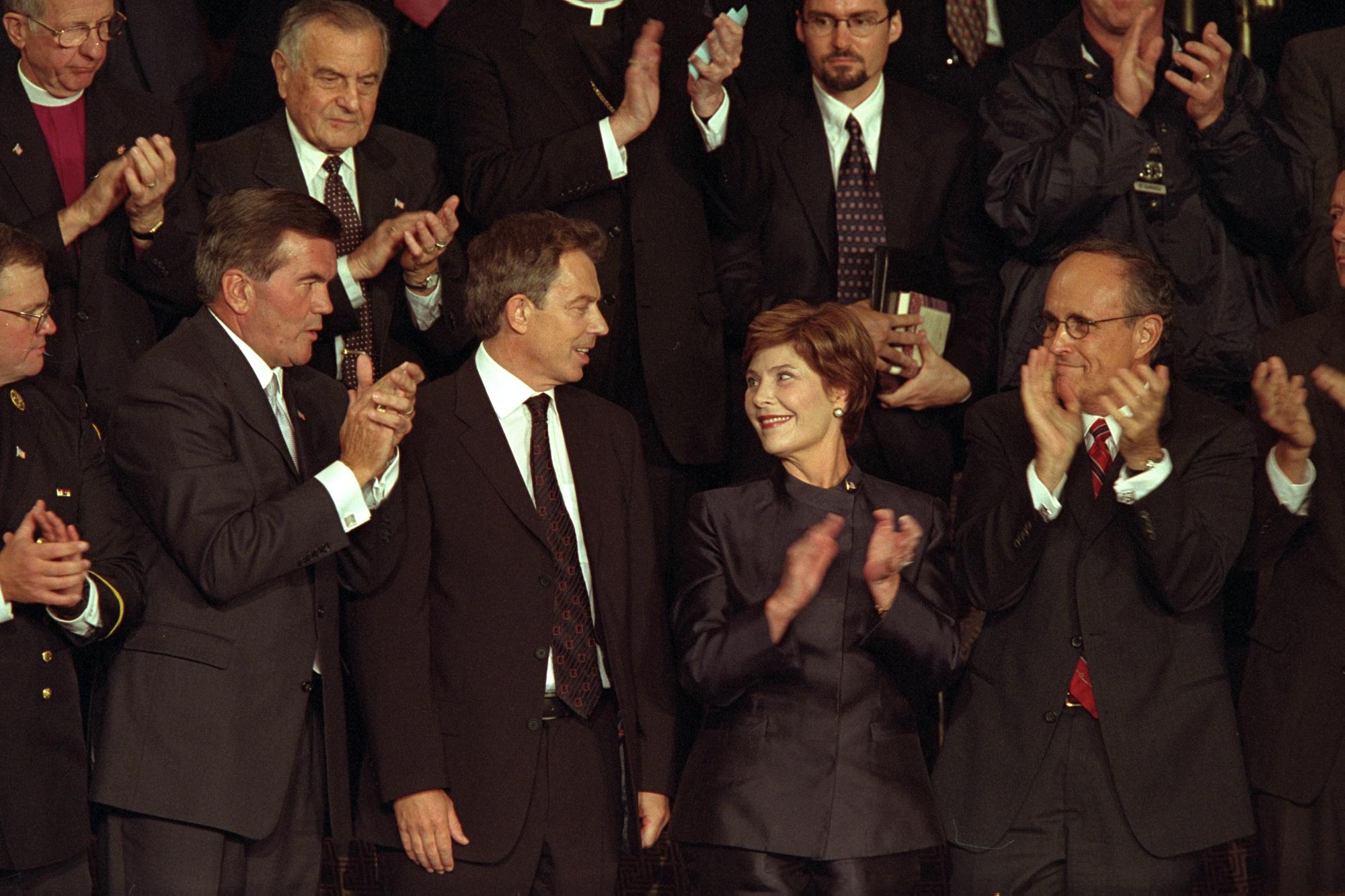
2001年の911テロをうけての合同会議に招かれた英国首相（中央左）。前列には他に大統領夫人、ペンシルベニア州知事、ニューヨーク市長が並んでいる。

その1時間足らず後に、議会は日本に対して正式な宣戦布告を発し、合衆国は第二次世界大戦に正式参戦した。この演説は、20世紀で最も著名な米国の政治演説の1つとされている。
- 公民権運動のさなか、アラバマ州セルマからモンゴメリーに向かった「選挙権を求める大行進」において、非武装のデモ隊を警官隊が襲う凄惨な場面がテレビニュースで全米に流れた(「血の日曜日事件」）。事態を重く見たリンドン・ジョンソン大統領は、投票権法の早期制定を決意。法案審議を前にした1965年3月15日、合同会議においてリンドン・ジョンソン大統領は、公民権運動の象徴である「われらは勝利する(We Shall Overcome)」という言葉を用いた演説を行った(「アメリカの約束 (The American Promise)」)[12][13]。
- フィリピンのコラソン・C・アキノ大統領は、独裁者フェルディナンド・マルコスに反対する民衆反乱（1986年の「ピープル・パワー」革命）によって権力の座に押し上げられた7か月後の1986年9月18日、合同会議で演説した。1983年8月に殺害された、夫で野党指導者のベニグノ・S・アキノ・ジュニアを埋葬するためフィリピンに帰国して以来初の外国訪問であった[14]。
- 2001年9月20日、ジョージ・W・ブッシュ大統領は同年9月11日におきたアメリカ同時多発テロ事件に応じて開かれた合同会議に先立ち演説を行い、現職のイギリス首相であったトニー・ブレアが出席しているのが確認できる。[15][16]。また、通常の大統領演説では行政府の指定生存者に閣僚一名（稀に複数）のみが指名されるが、この時は閣僚に加えて副大統領も指名されており、議長席には下院議長と上院仮議長がついている。